# Schwarzes Blut
Schwarzes Blut ist ein kurzer, deutscher Stummfilm von Harry Piel aus dem Jahre 1912.

## Handlung
Ein Asiate reist nach Deutschland ein, um sich für ein bitteres Unrecht zu rächen. Dabei kommt es zu reichlich aufregenden Szenen. Die Zensurkarte von damals spricht von „Betäubung. Diebstahl. Entführung. Körperverletzung. Freiheitsberaubung. Giftmischerei.“

## Produktionsnotizen
Schwarzes Blut war der erste Film Harry Piels und entstand, vermutlich Februar und/oder März 1912, im Vitascope-Atelier in der Großen Frankfurter Straße Nr. 105 in Berlin.
Der ursprünglich dreiaktige Film wurde bei der Prüfung im März 1912 mit Kinder- und Jugendverbot belegt und am 18. Mai 1912 nach mehreren Kürzungen und Umarbeitungen als Zweiakter uraufgeführt. Wegen des großen Publikumserfolges von Schwarzes Blut drehte Piel mit Dämonen der Tiefe (auch: Schwarzes Blut, 2. Teil) im Anschluss daran eine Fortsetzung.
Das Drehbuch schrieb Piel, der bis dahin in Paris erste Filmkontakte geknüpft hatte, auf der Rückreise von Frankreich nach Deutschland. Schon bei diesem Erstling zeigte Piel, dass der Sensationsfilm sein ureigenes Genre werden sollte.
Julius Kaftanski übernahm die Produktionsleitung. Der nachmalige Komödienautor Curt Goetz gab hier vermutlich sein Filmdebüt. Er war „in der Hauptrolle eines umtriebigen Mörders“ zu sehen. Auch für Eva Speyer dürfte dies ihr erster oder einer ihrer ersten Filme gewesen sein.